# Swizz Beatz
Kasseem Dean (n. 13 septembrie 1978), cunoscut profesional ca Swizz Beatz, este un DJ, producător de discuri, colecționar de artă și antreprenor american (cu origini din Eritrea) din New York. Născut și crescut în The Bronx, Dean și-a început cariera muzicală ca disc jockey.

## Legături externe
- Swizz Beatz la Internet Movie Database